# 니콘 D600
니콘 D600(Nikon D600)은 니콘이 2012년 9월 13일 발표하고 9월 27일 발매한 디지털 일안 반사식 카메라 모델이다. 기존의 FX 포맷 DSLR인 D700의 후속기 중 보급형 모델로 D800, D800E의 하위 모델이다. 동영상 촬영 기능이 탑재되고 화소, 뷰 파인더 시야율, 고감도 ISO 노이즈 감소, 저감도 ISO (ISO100) 지원 등의 면에서는 향상되었으나 AF측거점 수, 최소 셔터스피드 지원은 하향되었다. 타사의 경쟁 모델로는 캐논의 EOS 6D, 소니의 A99 등이 있다.

## 성능
성능은 다음과 같다.
- ISO 100-6400(확장 감도 50-25,600)을 지원하는 2430만 화소 풀프레임(35.9mm × 24mm) 센서
- 니콘 Expeed 3 이미지/비디오 프로세서
- Multi-CAM 4800 오토 퍼커스 센서 (39포인트, 9크로스)
- 싱글 포인트, 컨티뉴어스 AF, 다이나믹 AF 모드 및 3D 트래킹 모드
- 화질저하 없는 12 비트, 또는 14비트 RAW 이미지 기록
- Full HD 비디오 1,920 x 1,080p 기록 30p/25p/24p, 1,280 x 720p 60p/50p/30p/25p.
- 파일 포맷 MOV: H.264/MPEG-4 AVC
- 오디오 포맷 Linear PCM.
- 빌트 인 모노 마이크, 외장형 스테레오 마이크 지원, 음향 미세조정 지원
- HDMI HD 비디오 슬롯 서포트
- 내장형 타임 랩스 자동 노출계
- U1, U2 프로파일을 통한 프로그래머블 모드 지원(커스텀 메뉴)
- SD, SDHC, SDXC가 지원되는 듀얼 카드 슬롯
- 100% 시야율 뷰파인더, DX 포맷 사용시 97% 시야율
- 초당 최대 5.5연사
- 빌트인 하이 다이나믹 레인지 이미징(HDRI)모드
- 라이브 뷰 포토그래피, 무비 라이브 뷰 모드
- 0.13초 전원 작동 및 0.052초 셔터 딜레이
- 마그네슘 합금 방진 방습 실링
- Nikon GP-1 사용시 GPS 인터페이스 지원

## 논란
니콘코리아 일부 제품의 이미지 센서에 먼지가 지속적으로 쌓인다는 주장이 지속적으로 제기되며 소비자들의 불만이 높아지고 있다. 이에 니콘코리아는 자사가 지난해 9월 출시한 디지털일안반사식(DSLR) 카메라 'D600'등 일부 제품이 '셔터막 갈림 현상'으로 논란을 겪자 'SLR 클럽'등 사용자 대표와 만나 해당 카메라 부품 교체를 약속했다.

## D610
D610은 2013년 10월 8일에 업데이트되었다. 이는 기존 5연사였던 연사 촬영 모드를 6연사로 업그레이드 했으며, D800 수준의 방진 방습을 지원하게 되었다. 추가로 논란이 되었던 니콘 보급형 DSLR 셔터막 손상 및 먼지 축적 현상 논란을 개선한 모델이다. 이외의 스펙은 D600과 동일하다.